# Formica gnava
Formica gnava es una especie de hormiga del género Formica, familia Formicidae. Fue descrita científicamente por Buckley en 1866.
Se distribuye por México y los Estados Unidos. Se ha encontrado a elevaciones de hasta 2743 metros. Vive en microhábitats como rocas y piedras.